# Conseil national pour la défense de la démocratie – Forces de défense de la démocratie
Conseil national pour la défense de la démocratie – Forces de défense de la démocratie (franska för "nationella rådet för försvaret av demokratin – styrkorna för försvaret av demokratin"), förkortat CNDD–FDD är för närvarande det politiska parti som sitter vid makten i Burundi. Under inbördeskriget i Burundi var CNDD–FDD den mest framträdande rebellgruppen; CNDD var den politiska grenen och FDD var den militanta grenen. 